# القمة العربية 2018 (الظهران)
القمة العربية 2018 أو القمة العربية التاسعة والعشرون أو قمة الظهران وسُميت قمة القدس هي أحد مؤتمرات القمة العربية عُقدت في يوم الأحد 15 أبريل 2018 في مركز الملك عبد العزيز الثقافي العالمي في مدينة الظهران الواقعة بالمنطقة الشرقية في السعودية. ومثلت فيها الدول الإثنين والعشرون الأعضاء في الجامعة العربية في هذه القمة، وقد أعلن وزير الخارجية السعودي عادل الجبير استضافة السعودية للقمة التاسعة والعشرين، وذلك بناء على طلب دولة الإمارات العربية المتحدة، حيث كان من المقرر أن تعقد القمة في دولة الإمارات العربية المتحدة، ولكنها اعتذرت.

## المشاركين
| الدولة                   | رئيس الوفد                                                                  | الصورة |
| ------------------------ | --------------------------------------------------------------------------- | ------ |
| السعودية                 | الملك سلمان بن عبد العزيز آل سعود ملك المملكة العربية السعودية (رئيس القمة) |        |
| الكويت                   | الشيخ صباح الأحمد الصباح أمير دولة الكويت                                   |        |
| تونس                     | الرئيس الباجي قائد السبسي رئيس الجمهورية التونسية                           |        |
| البحرين                  | الملك حمد بن عيسى آل خليفة ملك مملكة البحرين                                |        |
| الأردن                   | الملك عبد الله الثاني ملك المملكة الأردنية الهاشمية                         |        |
| جزر القمر                | الرئيس غزالي عثماني رئيس جزر القمر                                          |        |
| جيبوتي                   | الرئيس إسماعيل عمر جيلي رئئيس جمهورية جيبوتي                                |        |
| السودان                  | الرئيس عمر البشير رئيس جمهورية السودان                                      |        |
| الصومال                  | الرئيس محمد عبد الله فرماجو رئيس جمهورية الصومال الفيدرالية                 |        |
| فلسطين                   | الرئيس محمود عباس رئيس دولة فلسطين                                          |        |
| لبنان                    | الرئيس ميشال عون رئيس جمهورية لبنان                                         |        |
| مصر                      | الرئيس عبد الفتاح السيسي رئيس جمهورية مصر العربية                           |        |
| موريتانيا                | الرئيس محمد ولد عبد العزيز رئيس الجمهورية الأسلامية الموريتانية             |        |
| اليمن                    | الرئيس عبد ربه منصور هادي رئيس الجمهورية اليمنية                            |        |
| العراق                   | الرئيس فؤاد معصوم رئيس جمهورية العراق                                       |        |
| الإمارات العربية المتحدة | الشيخ محمد بن راشد آل مكتوم نائب رئيس الدولة ورئيس مجلس الوزراء             |        |
| ليبيا                    | رئيس المجلس الرئاسي لحكومة الوفاق الوطني فايز السراج                        |        |
| عمان                     | السيد فهد بن محمود آل سعيد نائب رئيس مجلس الوزراء                           |        |
| الجزائر                  | عبد القادر بن صالح رئيس مجلس الأمة                                          |        |
| المغرب                   | ممثل جلالة الملك الأمير رشيد بن الحسن                                       |        |
| قطر                      | مندوب قطر لجامعة الدول العربية سيف البوعينين                                |        |
|                          | أحمد أبو الغيط أمين عام جامعة الدول العربية                                 |        |

## البيان الختامي
أكد البيان الختامي لقمة «القدس» العربية أهمية تعزيز العمل العربي المشترك لمواجهة الأخطار التي تواجه الدول العربية وتهدد أمنها واستقرارها، ومن أبرز القضايا في البيان الختامي ما يلي:
- رفض كل الخطوات الإسرائيلية الأحادية الجانب التي تغير الحقائق وتقوض حل الدولتين.
- بطلان وعدم شرعية الاعتراف الأميركي بالقدس عاصمة لإسرائيل.
- مطالبة دول العالم بعدم نقل سفاراتها إلى القدس أو الاعتراف بها عاصمة لإسرائيل.
- تأكيد مركزية قضية فلسطين بالنسبة للأمة العربية جمعاء.
- السلام الشامل والدائم خيار استراتيجي تجسده مبادرة السلام العربية.
- الترحيب بقرار الجمعية العامة للأمم المتحدة بشأن القدس وتقديم الشكر للدول المؤيدة له.
- مطالبة المجتمع الدولي بتنفيذ قرارات الشرعية الدولية وآخرها قرار مجلس الأمن رقم (2334) عام 2016 الذي يدين الاستيطان ومصادرة الأراضي.
- المطالبة بتنفيذ جميع قرارات مجلس الأمن المتعلقة بالقدس المؤكدة على بطلان الاجراءات الإسرائيلية كافة الرامية لتغير معالم القدس الشرقية ومصادرة هويتها العربية الحقيقية.
- ضرورة تنفيذ قرار المجلس التنفيذي لمنظمة اليونسكو ومطالبة المجتمع الدولي بتحمل مسؤولياته حيال الانتهاكات الإسرائيلية والاجراءات التعسفية التي تطاول المسجد الأقصى والمصلين فيه.
- اعتبار إدارة أوقاف القدس والمسجد الأقصى الأردنية السلطة القانونية الوحيدة على الحرم في إدارته وصيانته والحفاظ عليه وتنظيم الدخول إليه.
- الإدانة بأشد العبارات ما تعرضت له السعودية من استهداف لأمنها عبر إطلاق ميليشيات الحوثي المدعومة من إيران.
- تأكيد دعم ومساندة السعودية والبحرين في كل ما تتخذانه من إجراءات لحماية أمنهما ومقدراتهما من عبث التدخل الخارجي وأياديه الآثمة.
- مطالبة المجتمع الدولي بضرورة تشديد العقوبات على إيران وميليشياتها ومنعها من دعم الجماعات الإرهابية ومن تزويد ميليشيات الحوثي بالصواريخ الباليستية التي توجه من اليمن للمدن السعودية والامتثال للقرار الأممي رقم (2216) الذي يمنع توريد الأسلحة للحوثيين.
- مساندة جهود التحالف العربي لدعم لشرعية في اليمن لإنهاء الأزمة اليمنية على أساس المبادرة الخليجية.
- رفض التدخل في الشؤون الداخلية للدول العربية وإدانة محاولات زعزعة الأمن وبث النعرات الطائفية وتأجيج الصراعات المذهبية.
- ضرورة ايجاد حل سياسي ينهي الأزمة السورية، بما يحقق طموحات الشعب السوري، ويحفظ وحدة سوريا.
- إدانة استخدام النظام السوري للأسلحة الكيماوية المحرمة دوليًا ضد الشعب السوري، ومطالبة المجتمع الدولي بوقفها.
- التأكيد على أن أمن العراق واستقراره وسلامة ووحدة أراضيه حلقة مهمة في سلسلة منظومة الأمن القومي العربي.
- دعم الجهود الهادفة إلى إعادة الأمن والأمان إلى العراق وتحقيق المصالحة الوطنية.
- أهمية دعم المؤسسات الشرعية الليبية. والوقوف مع الأشقاء الليبيين في جهودهم لدحر العصابات الإرهابية.
- تهيئة الوسائل الممكنة وتكريس الجهود اللازمة للقضاء على العصابات الإرهابية وهزيمة الإرهابيين.
- منع استغلال الإرهابيين لتكنولوجيا المعلومات ووسائل التواصل الاجتماعي في التجنيد والدعاية ونشر الفكر المتطرف والكراهية.
- إدانة محاولات الربط بين الإرهاب والإسلام، ومطالبة المجتمع الدولي ممثلاً بالأمم المتحدة بإصدار تعريف موحد للإرهاب.
- تأكيد سيادة الإمارات العربية المتحدة على جزرها الثلاث (طنب الكبرى وطنب الصغرى وجزيرة أبو موسى).